# Estación de Puerto Real
Puerto Real es una estación ferroviaria que da servicio al municipio español de Puerto Real, en la provincia de Cádiz, comunidad autónoma de Andalucía. Dispone de servicios de Media Distancia. Además, forma parte de la línea C-1 de Cercanías Cádiz. La actual estación se inauguró en diciembre de 2013, dejando la vía ferroviaria soterrada.

## Situación ferroviaria
Las instalaciones se encuentran situadas en el punto kilométrico 133,2 de la línea férrea de ancho ibérico Alcázar de San Juan-Cádiz. El kilometraje toma Sevilla como punto de partida, ya que este trazado va unido a la línea Sevilla-Cádiz posteriormente integrada por Adif en la ya mencionada línea Alcázar de San Juan-Cádiz. El tramo es de vía doble y está electrificado.

## Historia
La estación fue inaugurada el 13 de marzo de 1870 con la apertura del tramo Cádiz-Puerto Real de la línea que pretendía unir Sevilla con Cádiz. Las obras corrieron a cargo de la Compañía de los Ferrocarriles de Sevilla a Jerez y Cádiz. En 1879, optó por vender la línea a la Compañía de los Ferrocarriles Andaluces que pagó por ella 6 millones de pesetas. En 1936, durante la Segunda República, «Andaluces» fue incautada por el Estado debido a su pésima situación financiera y asignada a la Compañía Nacional de los Ferrocarriles del Oeste la gestión de sus líneas. Esta situación no duró mucho, ya que en 1941, con la nacionalización de la red ferroviaria de ancho ibérico, la estación pasó a manos de RENFE.
En el año 2008 se iniciaron las obras para el soterramiento del ferrocarril en la ciudad. Esto tuvo como primera consecuencia la demolición de la histórica estación salvándose algunos elementos, como la marquesina y la apertura de un recinto provisional hasta la construcción de la nueva estación. Si bien la conclusión de las obras se preveía para el año 2010, problemas económicos obligaron a paralizar las obras. El 15 de diciembre de 2013 queda inaugurada la nueva estación de Puerto Real, y dos días después queda rehabilitado el paso por encima de los peatones.
Tiene conexión con la estación de Universidad (Cercanías Cádiz).

## Servicios ferroviarios

### Media Distancia
Los trenes MD de la línea 65 que opera Renfe se detienen en la estación. Dicha línea cubre el trayecto Sevilla-Cádiz aunque algunas relaciones continúan o provienen de Córdoba o Jaén.
| Línea MD | Trenes | Origen/Destino | Destino/Origen |
| -------- | ------ | -------------- | -------------- |
| 65       | MD     | Sevilla        | Cádiz          |

### Cercanías
La estación está integrada en la línea C-1 de la red de Cercanías Cádiz. La frecuencia media es de un tren cada hora. Los trayectos con Cádiz y Jerez se realizan habitualmente en 26 y 20 minutos respectivamente.
| procedencia/destino | < estación          | Línea | estación > | destino/procedencia |
| ------------------- | ------------------- | ----- | ---------- | ------------------- |
| Cádiz               | San Fernando-Centro |       | Las Aletas | Aeropuerto de Jerez |